# فابیولا مولینا

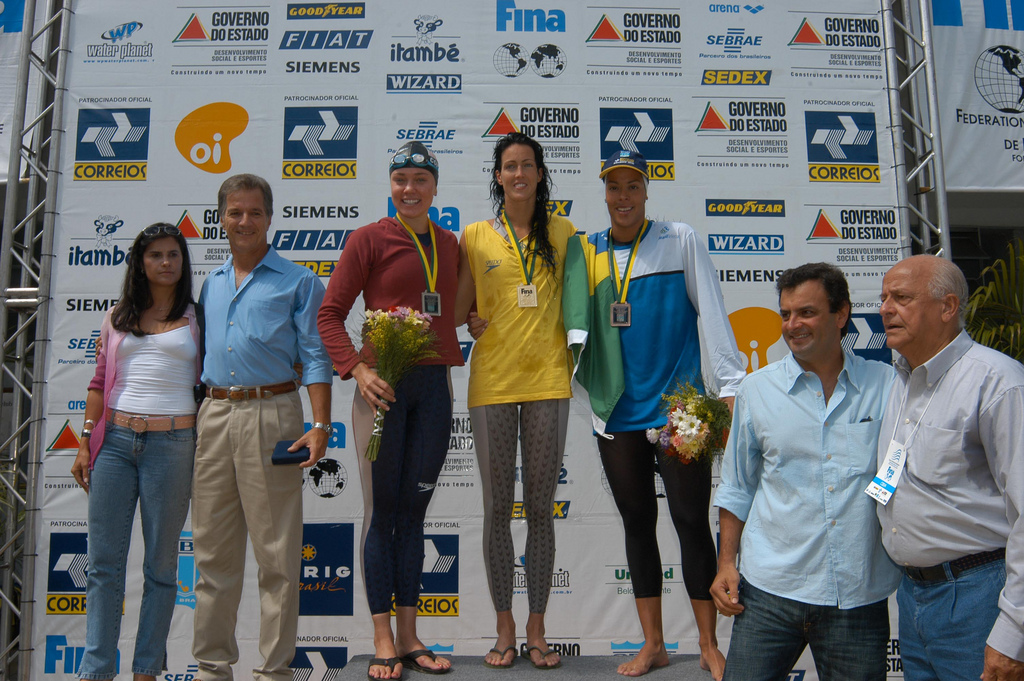
فابیولا مولینا

فابیولا مولینا (به انگلیسی: Fabíola Molina) (زادهٔ ۲۲ مهٔ ۱۹۷۵) شناگر اهل برزیل است.